# Maxime Cormier
Pour les articles homonymes, voir Cormier (homonymie).
Maximilien Dominic Cormier (1878-1933), plus connu comme Maxime Cormier, est un avocat, un notaire et un homme politique canadien.

## Biographie
Maxime Cormier est né le 21 décembre 1878 à Barachois, dans Beaubassin-Est au Nouveau-Brunswick. Son père est Dominique Cormier et sa mère est LSuzanne Gaudet. Il étudie au Collège Saint-Joseph, où il obtient un baccalauréat en arts en 1901 et une maîtrise en arts en 1928. Il épouse Jeanne Pineault le 21 novembre 1911 et le couple a quatre enfants.
Il est député de Restigouche-Madawaska à la Chambre des communes du Canada de 1930 à 1933 en tant que conservateur. Il est aussi maire d'Edmundston.
Il est membre des Chevaliers de Colomb et de l'Union des municipalités du Nouveau-Brunswick.
Il est mort le 14 janvier 1933 à Edmundston.